# South River, New Jersey
South River är en ort (borough) i Middlesex County, New Jersey, USA.